# James Rivière
Vincenzo Teora Rivière Também conhecido como James Rivière (Milão, 12 de setembro de 1949) é um artista plástico Italiano que se distinguiu pelas suas esculturas e design de joias, ele é considerado um dos maiores artistas da arte da joia do século XX. As joias de James Rivière estão presentes no mais importante museu e coleção particular do mundo, incluindo numerosas famílias principescas e reais, como a Casa de Windsor.

## Biografia
Nascido em 1949, James Rivière começou sua jornada como designer cedo, participando de competições na Triennale di Milano (um museu de arte e design em Milão), onde ganhou competições de joalheria em 1972 e 1973.
Em 1973, James Riviere tornou-se imediatamente reconhecido internacionalmente, depois de seus estudos em Milão, ele foi chamado em apenas 25 anos pela Tiffany & Co. New York para criar uma linha de joias chaveiro designer. Com apenas 26 anos, a Universidade de Belas Artes de Gdańsk o chama para ensinar como professor na faculdade de escultura e design de joias. Ele também participou do estabelecimento do departamento de joalheria do "Istituto Europeo di Design" em Milão, onde ainda leciona.
Hoje ele é considerado um dos expoentes mais significativos da história da joalheria de design.

## Museu
- Museu do Louvre, Paris
- Museus do Vaticano, Razionale
- Victoria and Albert Museum, Londres
- Casa de Windsor, Londres
- Museo del Gioiello di Vicenza

## Opere
Entre suas obras de arte joalheiro único no mundo e presente nas coleções mais importantes de joias históricas:
- "Optical Titanio Diago", colar, Victoria and Albert Museum,[3] Londres, 1973
- "Volcano" parure, colar, anel, broche, 1980
- "Rainbow", colar para Mikimoto, Tóquio, 1994
- "Razionale", para o Papa Bento XVI, Museus do Vaticano, 2007
- "Monolith", bracelet, Museu do Louvre, Paris, 2007
- "Isole Innamorate", Coleção privada, 1998
- "Emersioni da Atlantide", Coleção privada, 1994
- "Goccie di Fuoco", Coleção privada, 1991
- “Luna Quadra” colar, Coleção privada, 1985
- "Segreto", Coleção privada, 1988

## Prêmios
- 1972 Triennale de Milão, design de joias
- 1973 XV Triennale de Milão, design de joias

## Estilo
Rivière acredita que a joalheria deve ser atemporal, no entanto, ele segue estilos contemporâneos, usando cores fortes retiradas da cultura mediterrânea: azul, laranja, amarelo, vermelho. Em algumas coleções ele é influenciado pelo movimento moderno da Bauhaus, em outras pelo simbolismo e povos do passado ou pelo significado abstrato das formas geométricas.

## Exposições
James Rivière participou em exposições dos desenhos de suas joias entre arte e design em Londres, Cingapura, Milão, Roma, Vaticano, Berlin, Paris, Lago de Como, Monte Carlo, Johannesburgo, Torino, New York, Estados Unidos, Lebanon, Beirut, Gdańsk, Veneza, Gênova, Suíça, Frankfurt, Kuala Lumpur, Istambul, Cingapura, Ljubljana, Ankara, Beirute, Tunes, Chipre, Córdoba, Buenos Aires, Damasco, Hong Kong.
- 2010	Triennale di Milano, "Gioielli per Milano", Milano
- 2010	Triennale di Milano, "Titani preziosi", Milano
- 2008 Victoria and Albert Museum, "James Rivière, The jewel Optical Titanio Diago", Londra
- 2008 Castello di Sartirana, "Il Gioiello Razionale di Papa Benedetto XVI"
- 2007 Mostra Sotheby’s Milano
- 2007	Triennale di Milano, Milano
- 2007 Musei Segreti Vaticani, "James Rivière, Il Gioiello Razionale di Papa Benedetto XVI", Citta’ del Vaticao
- 2007	Palazzo	Ducale, Genova
- 2005	Museo Bagatti Valsecchi, "James Rivière, Ideazione di Gioiello", Milano
- 2004	Musée des arts decoratifs, "James Rivière, Le joyau", Esposizione permanente nella galleria della storia del gioiello,  Palais du Louvre, Paris
- 2003	"James Rivière, مجوهرات", Museo Nazionale di Damasco
- 2002 "Tempo, Spazio, Aria, Mondo", Milano
- 2002	Museo delle Arti Decorative, "James Rivière, Joyas", Buenos Aires
- 2002	Museo Caraffa, "James Rivière, Joyas", Cordoba
- 2002	Leventis Museum, "James Rivière, The Jewels", Cipro
- 2002	Museo Archeologico Paolo Giovio, "James Rivière, Gioielli tra arte e design", Como
- 2002 Museo Nazionale del Bardo, "James Rivière, مجوهرات", Tunisi
- Audi Bank Building, "James Rivière, Bijoux", Beirut
- 2001 Muo - Museo arti decorative, "James Rivière", Lubiana
- 2000 Museo del Louvre, "James Rivière, Bijoux", Comité Scientifique du Louvre, nella sezione arti decorative un "bracciale scultura" viene esposto all'inaugurazione della galleria permanente dei gioielli
- 2000 Museo etnografico, "James Rivière", Lubiana
- 1999	National art Museum, "James Rivière, jewels", Singapore
- 1998	Museo di arte turca e islamica, "James Rivière, مجوهرات", "Gioielli d'arte d'Italia", Tiem - instanbul
- 1998	"James Rivière, مجوهرات", Museo etnografico di Ankara, Ankara
- 1998	"Jewels James Rivière", Museo di Kuala Lumpur
- 1996	Ean Dinh Van, "l'Archeologie devient bijou", Parigi
- 1996	La Reine Margot, mostra gioielli, Parigi
- 1996	Marie Zisswiller, mostra "Le plaisir de la parure", Parigi
- 1995	Galleria Vismara, mostra "Emersioni" personale di gioielli e sculture, Milano
- 1995	Diamant museum of Anversa, "Bijoux d'artiste italien", Anversa
- 1994	Art Frankfurt, "James Rivière, Juwelen und Skulpturen", Francoforte
- 1994	"James Rivière gioielli tra arte e design", Locarno, Svizzera
- 1994	IED Istituto Superiore di Design, Milano
- 1994	"Rivière gioielli scultura", Galleria Ellequadro documenti, Genova, Italia
- 1994	"Rivière gioielli scultura", Galleria Venice design, Venezia, Italia
- 1994	"Rivière, Atlantide gioielli verso il futuro", Milano, Italia
- 1992	Castello di Belgioioso, "Rivière, Ornamenta", Pavia, Italia
- 1992	Museo di Milano, "James Rivière, Anelli", Milano
- 1992	"James Rivière gioielli scultura", Arte Fiera, Bologna, Italia
- 1991	"James Rivière Antologica", Milano Italia
- 1991	Museo di Milano, "James Rivière Bracciali", Milano
- 1989	"James Rivière gioielli tra poesia e razionalità", Galleria Vismara, Milano, Italia
- 1989	"Treperics", Galleria Vismara, Milano, Italia
- 1987	"Rivière Fiori Chiari", Milano Italia
- 1978	Comune di Milano, Palazzo del Turismo, "14 protagonisti dell'arte orafa", Milano
- 1977	Esposizione Centro Design Orafo,  Milano
- 1976	"Aurea", Firenze
- 1975	Università di Danzica, "Rzeźba na plastikowych formach w metalu", Polonia
- 1975	Galleria Art, "James Rivière, Biżuteria i srebrne rzeźby", Varsavia, Polonia
- 1974	Tiffany, New York
- 1973	XV Triennale di Milano, "Gioielli"
- 1972	XV Triennale di Milano, "Gioielli"
- 1972	Internazionale d'arte, "Gioielli", Milano
- 1972	"James Rivière, Oggetti, Gioielli, Sculture", Bernasconi, Via Manzoni, Milano, Italia
- 1971	Galleria "in", "Gioielli e sculture in argento e rame", Roma
- 1971	"Sculture e gioielli in argento", Rosenthal studio haus, Milano
- 1971	"James Rivière gioielli", Domus collezione, Torino
- 1971	Design centre, Torino, Italia
- 1971	Galleria Linda Gudman, "Polymaterial jewelry", Johannesburg
- 1971	"Creazione di trittico di linee innovative d'argento", De Giovanni, Milano
- 1971	"James Rivière, Desart", Milano
- 1970	"Espansioni", gioielli, Galleria il salottino, Como
- 1969	"James Rivière, Optical", gioielli in argento, Galleria d'arte Chiarini, Sestri Levante, Italia
- 1969	"James Rivière, Optical", Galleria il Discanto, Milano
- 1968	"James Rivière, il Gioiello", prima mostra personale, Galleria il Discanto, Milano
- 1968	Collettiva, Galleria Vismara, Milano